# Björn Lindberg (keramiker)
Björn Lindberg, född 1941, död 2014, var en svensk keramiker.
Lindberg utbildade sig vid Capellagården i Vickleby 1978–1981 och var verksam som keramiker från 1982. Han drev sin keramikverkstad i Högvalta utanför Arvika.
Hans produktion bestod främst av skulpturala föremål i vitt eller i den blå nyans som kom att kallas Rackenblå, vilken blev hans signaturfärg. Han tillverkade även en mindre mängd bruksgods. Under 1980-talet signerade han sina föremål med BL (hopskrivet) och under 1990-talet med BL eller B.T.L.
Lindberg är representerad i Huddinge och Arvika kommuner, vid Länsstyrelsen i Värmland, Arvika stadsbibliotek samt på Värmlands museum i Karlstad.